# Die letzte Stunde
Pour plus de détails, voir Fiche technique et Distribution.
Die letzte Stunde est un film policier muet allemand de 1921 réalisé par Dimitri Buchowetzki et mettant en vedette Reinhold Schünzel, Charlotte Ander et Maria Orska. Les décors du film ont été conçus par le directeur artistique Hanns Otto.

## Fiche technique
- Titre original : Die letzte Stunde
- Réalisation : Dimitri Buchowetzki
- Scénario : Robert Liebmann (de)
- Photographie : Arpad Viragh (de)
- Montage :
- Musique :
- Producteur : Reinhold Schünzel
- Production : Reinhold Schünzel Film
- Direction artistique : Hanns Otto
- Pays de production : République de Weimar
- Langue originale : muet, intertitres allemand
- Format : noir et blanc
- Genre : policier
- Durée :
- Dates de sortie :
  - République de Weimar : 14 février 1921 (à Hambourg)

## Distribution
- Reinhold Schünzel
- Charlotte Ander
- Emil Birron
- Hanne Brinkmann
- Sadjah Gezza
- Maria Orska
- Ernst Pröckl